# Pseudopachychaeta pacycera
Pseudopachychaeta pacycera är en tvåvingeart som beskrevs av Gabriel Strobl 1902. Pseudopachychaeta pacycera ingår i släktet Pseudopachychaeta och familjen fritflugor. Inga underarter finns listade i Catalogue of Life.